# 國生剛治
國生 剛治（こくしょう たかじ、1944年 - ）は、日本の工学者、博士（工学）、技術士（建設部門）、中央大学名誉教授。

## 来歴
- 1944年 - 千葉県生まれ。
- 1963年 - 東京都立新宿高等学校卒業。1967年東京大学工学部土木工学科卒業。1969年同大学大学院工学系研究科修士課程修了。
- 1969年～1996年 - 財団法人電力中央研究所勤務。1988年 同立地部長、1995年 同参事。
- 1975年 - デューク大学大学院工学系研究科修士課程修了。
- 1987年～90年 - 東京大学工学部非常勤講師。
- 1994年～95年 -茨城大学工学部非常勤講師。
- 1996年中央大学理工学部教授。

## 受賞
- 土木学会 論文賞（2004年）

## 委員
- 国際地盤工学会第 4 技術委員会委員長（2006年～2009年）
- 国際地盤工学会アジア地域自然災害委員会委員長（1998年～2005年）
- 地盤工学会副会長（2002年～2003年）

## 著書・論文
- 「液状化現象」鹿島出版 2009．
- 國生剛治，石澤友浩：地震時斜面崩壊における土塊流動距離のエネルギー的評価と実崩壊例への適用，日本地すべり学会誌 47 巻 3 号（5 月），121-128, 2010．
- Kokusho, T., Ishizawa, T. and Nishida, K.: Travel distance of failed slopes during 2004 Chuetsu earthquake and its evaluation in terms of energy, Soil Dynamics & Earthquake Engineering, Elsevier, 29, 1159-1169, 2009.
- 國生剛治、佐藤克晴、長尾晋悟、KiK-net 地震記録を用いた基盤から地表への震動増幅評価法、日本地震工学会論文集（電子ジャーナル）第８巻、第２号、2008．